# Gerbe (Stack)
Der Begriff Gerbe wird in der algebraischen Topologie für eine bestimmte Art von Stacks über einem topologischen Raum verwendet. Teilweise werden aber auch Spezialfälle solcher Gerben vereinfachend als Gerben bezeichnet, zum Beispiel Bündelgerben oder Hitchin-Gerben. Eine wichtige Charakterisierung von Gerben ist ihr Band.
Definition: Eine Gerbe über einem topologischen Raum {\displaystyle X} ist ein Stack {\displaystyle {\mathcal {G}}} über {\displaystyle X} in der 2-Kategorie {\displaystyle {\mathfrak {Grpd}}} der Gruppoide, der die folgenden zwei Gerbenaxiome erfüllt:
- Es gibt ein Objekt {\displaystyle j\colon U\to X} in {\displaystyle {\mathfrak {Cov}}(X)} mit {\displaystyle {\mathcal {G}}(U)\neq \emptyset }.
- Für jedes Objekt {\displaystyle j\colon U\to X} in {\displaystyle {\mathfrak {Cov}}(X)} und je zwei Objekte {\displaystyle A},{\displaystyle B} in {\displaystyle {\mathcal {G}}(U)} gibt es einen Morphismus {\displaystyle i\colon V\to U} in {\displaystyle {\mathfrak {Cov}}(X)} und einen Morphismus {\displaystyle {\mathcal {G}}(i)(A)\to {\mathcal {G}}(i)(B)} in {\displaystyle {\mathcal {G}}(V)}.

Das erste Axiom fordert also, dass {\displaystyle {\mathcal {G}}} nicht-trivial ist, während das zweite Axiom eine gewisse Transitivitätsbedingung darstellt.